# 1999 (Cassius)
1999 è il primo album del duo electro-clash francese Cassius, pubblicato dalla Virgin Records nel 1999.

## Tracce
1. Cassius 1999 – 3:45 (Boom Bass, Zdar, Hutch)
2. Feeling for You – 4:37 (Boom Bass, Zdar, Burden, Williams, Wright)
3. Crazy Legs – 4:06
4. La Mouche – 4:40
5. Chase – 1:58
6. Foxxy – 6:07
7. Planetz – 2:46
8. Hey Babe – 4:24
9. Mister Eveready – 6:06
10. Nulife – 6:31 (Boom Bass, Zdar, Richards, Haggatt, Siders, Brown, Jones)
11. Interlude – 1:22
12. Somebody – 4:55
13. Club Soixante Quinze – 5:21
14. Supa Crush – 4:43
15. Invisible – 1:09
16. Cassius 99 Remix (Radio Edit) – 3:32